# جوزيفين لاوني
كانت جوزفين كاريير لاوني (29 أبريل 1881 - 27 فبراير 1962) طبيبة أمريكية، ومديرة الكلية ، ومرسال للطب النصراني في الصين. كانت عميدة كلية الطب المسيحية للنساء في شنغهاي .

## النشأة
ولدت جوزفين كاريير لاوني في شيكاغو وترعرعت في ريدسبورو ، فيرمونت ، وهي ابنة جوزفين روزيلا كاريير لاوجنا وجيمس إي لاوغنا. ولد كلا والديها في نيو انغلاند. (يتم نطق الاسمين Laughna و Lawney بالمثل؛ استخدمت جوزفين وشقيقتها Letty Jane التهجئة الأخيرة.) توفيت والدتها عندما كانت جوزفين في الخامسة عشرة من عمرها، وتربت فتيات لاوني من قبل أقارب يقلى عليهم اسم كروسير. عملت لاوني في مصنع كراسي في فيرمونت لدعم نفسها وتعليمها الجامعي.  حصلت على شهادتها الطبية في كلية الطب النسائية في بنسلفانيا عام 1916. 

## الحياة المهنية
بعد التخرج من كلية الطب عملت لاوني في مستشفى بيتسبرغ لمرض السل.  تم تكليفها من قبل جمعية البعثة الأجنبية المعمدانية الأمريكية للمرأة كباعثة في عام 1919، وتم تعيينها في مستشفى مارجريت ويليامسون وكلية الطب المسيحية للنساء في شنغهاي من عام 1919 إلى عام 1943. أصبحت أستاذة وعميدة كلية الطب. تعلمت التحدث بلغة الماندرين ،  ودرست السل ، بيري بيري وفقر الدم في الصين.  وفي عام 1925، حضرت مؤتمرًا في جامعة جونز هوبكنز حول «علاقات أمريكا مع الصين».  بعد أن احتفلت بعيد ميلادها الخمسين في شنغهاي ، أخذت أجازة للدراسة في الولايات المتحدة من عام 1931 إلى عام 1933.  
أثناء الحرب مع اليابان، عالجت لاوني اللاجئين في مخيم بالقرب من شنغهاي.  عندما دخلت الولايات المتحدة الحرب العالمية الثانية ، تم اعتقال لواني كعدو أجنبي من عام 1941 إلى عام 1943 ، وعملت كطبيبة في معسكر السجن. ثم عادت إلى الولايات المتحدة في عام 1943، وحكت عن تجربتها بينما كانت تدرس أيضًا في جامعة كولومبيا .  من عام 1946 إلى عام 1948، عادت إلى الصين لتأسيس خدمة طبية حتى لم يعد يُسمح للباعثين.
عادت إلى الولايات المتحدة منذ عام 1948  حتى تقاعدها عام 1955، كما عملت في المكتب الطبي للبعثات المرتبطة وساعدت في تأسيس كنيسة معمدانية في لونغ آيلاند. 

## الحياة الشخصية
كانت لاوني صديقة مقربة لمارجريت تريت دوان، ابنة كاتب ترنيمة ويليام هوارد دوان .  في عام 1948، كرست كنيسة مسقط رأسها في ريدسبورو، فيرمونت، لوحة تكريم لعملها التبشيري.  توفيت لاوني في عام 1962 عن عمر يناهز 80 عامًا في مستشفى في مدينة نيويورك   بعد عدة أشهر من الصراع مع المرض.  يوجد قبرها في هارتويلفيل ، فيرمونت.

## روابط خارجية
- Josephine C. Lawney at Find a Grave